# Маико Насу
Маико Насу (јап. 那須 麻衣子; 31. јул 1984) јапанска је фудбалерка.

## Репрезентација
За репрезентацију Јапана дебитовала је 2009. године. За тај тим одиграла је 3 утакмице.

## Статистика
| Јапан  | Јапан | Јапан |
| Год.   | Ута.  | Гол.  |
| ------ | ----- | ----- |
| 2009   | 2     | 0     |
| 2010   | 0     | 0     |
| 2011   | 1     | 0     |
| Укупно | 3     | 0     |